# 로키

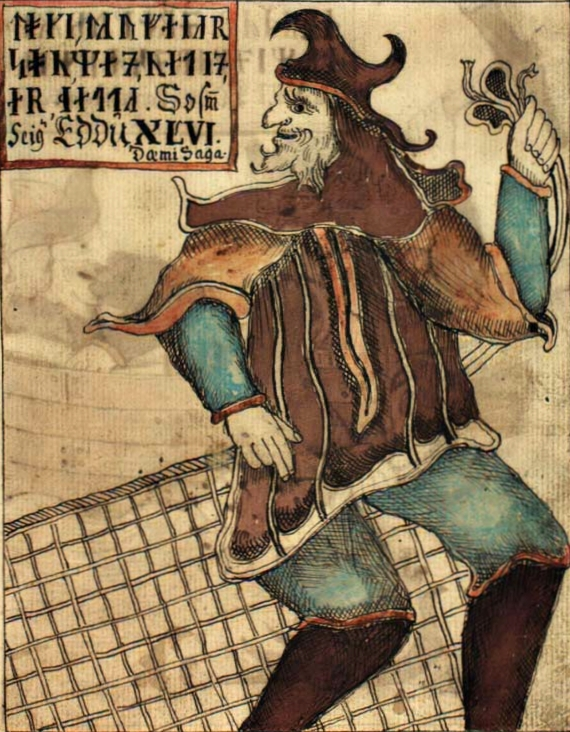
로키

로키(고대 노르드어: ᛚᚢᚴᛁ; Loki)는 롭트(고대 노르드어: Loptr) 또는 흐베드룽그(고대 노르드어: Hveðrungr)라고도 불리며, 북유럽 신화에서 남신이며 아스 또는 요툰 또는 둘 다인 존재이다. 로키는 파르바우티와 라우페위 사이에서 태어난 아들이며, 헬블린디와 뷜레이스트의 형제이다. 여성 요툰 앙그르보다와의 사이에서 헬·펜리르·요르문간드를 낳았으며, 아내 시귄과의 사이에서 나르피와 나리를 낳았다. 또한 암말로 변신하여 종마 스바딜파리와 흘레붙어 여성으로서 슬레이프니르를 낳았다.
로키와 에시르 신족들과의 관계는 문헌에 따라 각양각색이다. 로키는 어떤 때는 신들에게 도움을 주기도 하고, 어떤 때는 말썽을 일으키기도 한다. 로키는 변신하는 존재로, 연어·암말·물개·파리·늙은 여자 등 서로 다른 모습으로 서로 다른 사건에 나타난다. 로키와 다른 신들의 긍정적인 관계는 로키가 발드르를 죽게 만듬으로써 끝이 난다. 로키는 신들에 의해 그 아들들 중 하나의 창자로 포박당하게 된다.
《고 에다》와 《신 에다》 모두, 스카디가 포박당한 로키 위에 독사를 올려두었다고 하고 있다. 독사는 로키의 위에서 독액을 떨어뜨리고, 시귄이 사발에다가 독을 받아낸다. 하지만 사발이 다 차면 시귄은 사발을 비우기 위해 자리를 떠야 하며, 그때마다 독액이 떨어져 로키는 고통에 몸부림치게 된다. 이것이 지진의 원인이라 한다. 말세 라그나로크가 시작되면 로키는 포박에서 풀려나 요투나르를 비롯한 신에 적대하는 존재들을 모아 싸우게 된다. 그리고 로키는 헤임달과 싸워 둘이 서로를 죽이게 된다.
로키는 13세기 이전의 문헌들을 모아놓은 《고 에다》에서부터 그 존재가 나타나며, 13세기에 아이슬란드의 스노리 스투를루손이 쓴 《신 에다》와 《헤임스크링글라》, 노르웨이의 룬 시가, 스칼드 시가, 스칸디나비아 민화에도 얼굴을 내민다. 또한 스납툰 석이나 커크비 스티븐 석, 고스포스 십자가 등의 석물들에 새겨져 있는 존재가 로키로 생각된다. 흔히 "트릭스터"라고 일컬어지는 북유럽 신화에서의 로키의 기원과 역할은 학자들의 많은 논쟁의 대상이 되고 있다.

## 이름
로키(Loki)라는 이름의 어원은 정체불명이다. "닫다"를 의미하는 고대 노르드어 루카(luka)와 관계가 있을 가능성은 있다(만약 그렇다면 이것은 라그나로크에서의 로키의 역할을 의미할 터이다).
《고 에다》의 여러 시가(〈로키의 말다툼〉 제2절, 〈힌들라의 시〉 제41절, 〈푤스빈느르가 말하기를〉 제26절)와 《신 에다》의 일부 부분(〈길피의 속임수〉 제32장, 〈기나긴 가을〉 제8절, 〈토르의 송가〉 제1절)에서 로키는 "롭트"(Loptr)라고 불린다. 이것은 대개 "공기"를 의미하는 고대 노르드어 롭트 (lopt)에서 유래한 것으로 생각되며, 그런즉 공기와의 연관성이 지적된다.
흐베드룽그(Hveðrungr, 고대 노르드어로 "포효하는"?)라는 이름 역시 로키를 가리키는 말로 사용되는데, 이 이름은 간혹 헬(〈윙글링가탈〉에서) 또는 펜리르(〈무녀의 예언〉에서)를 가리키는 말로 사용되기도 한다.

## 문헌상의 출전

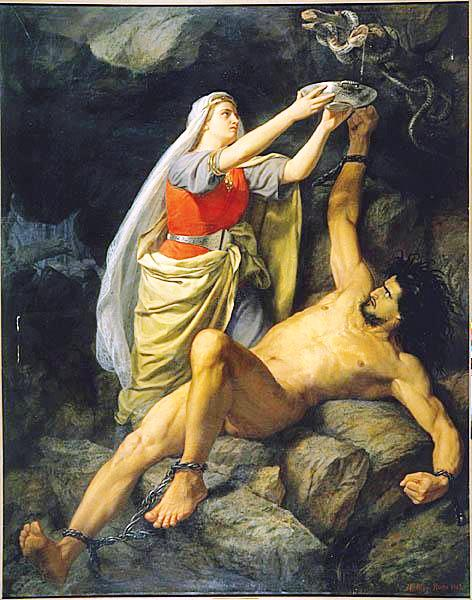
《로키와 시귄》(1863년, 마르텐 에스킬 윙게 작)

### 고 에다
《고 에다》에서 로키는 〈무녀의 예언〉, 〈로키의 말다툼〉, 〈스림의 서사시〉, 〈레긴이 말하기를〉, 〈발드르의 꿈〉, 〈힌들라의 시〉에 등장 또는 언급된다.

#### 무녀의 예언
〈무녀의 예언〉 제35절에서 볼바가 오딘에게 말하길, 다른 무엇보다도 자신은 시귄이 포박된 남편 로키와 함께 "온천의 숲" 아래 불행히 앉아있는 것이 보인다고 말한다. 라그나로크를 다루는 제51절에서 로키는 자신을 포박한 속박에서 벗어나며, 이때 "뷜레이스트의 형제"로 언급된다.

동쪽으로부터 배가 나가오노라, 무스펠의 거주자들이 오노라.
그들이 파도를 넘어 오노라. 그리고 로키가 그 배의 키를 잡노라.
모든 괴물들의 혈족들, 약탈자들이 있으매,
뷜레이스트의 형제가 그들의 동료가 되어 오노라.

제54절에서 펜리르가 오딘을 잡아먹고 직후 오딘의 아들 비다르에게 죽임을 당하는데, 이때 펜리르는 "로키의 일가"라고 설명된다.

#### 로키의 말다툼

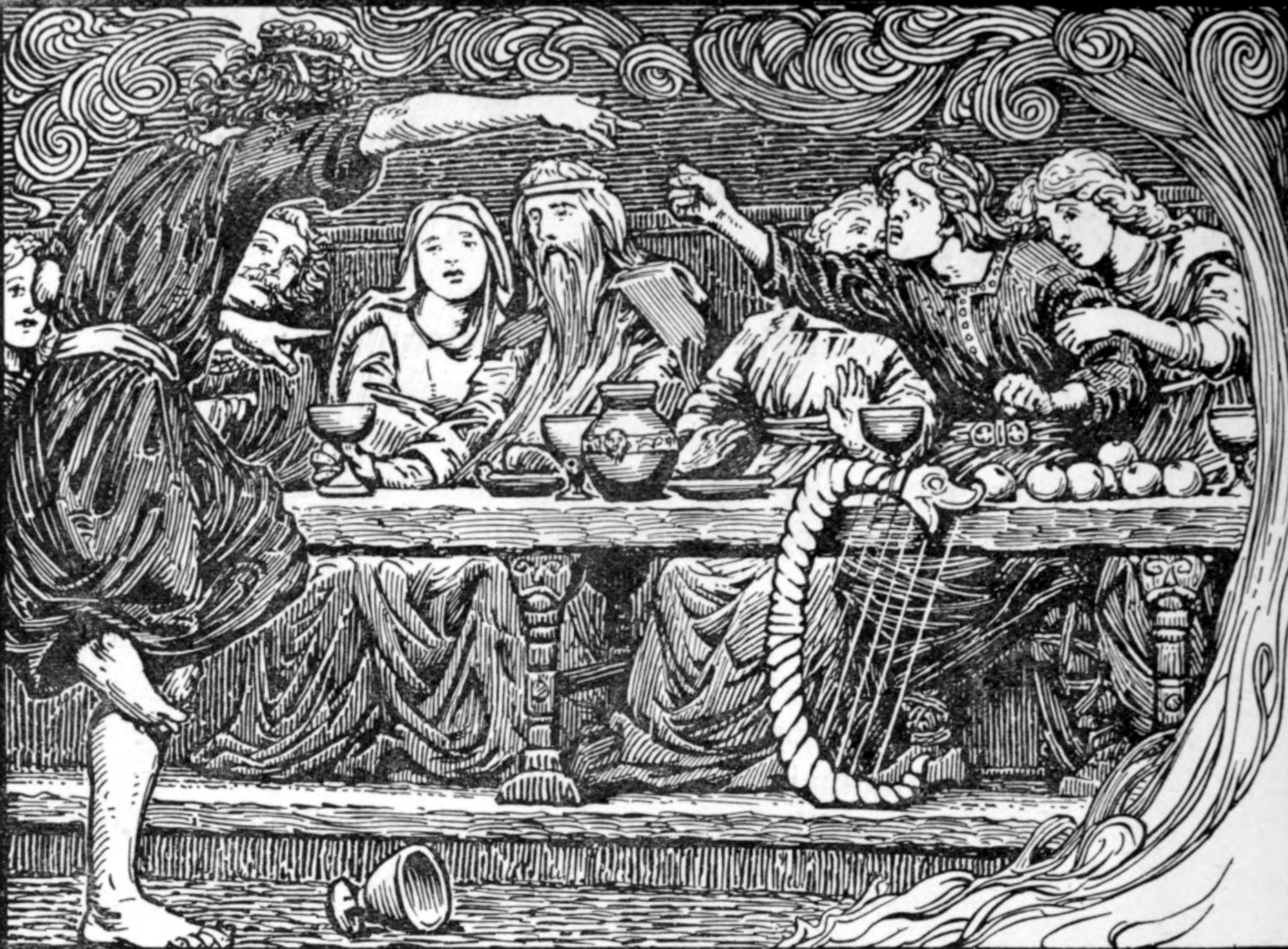
〈로키가 브라기를 조롱하다〉(1908년, W. G. 콜링우드 작)

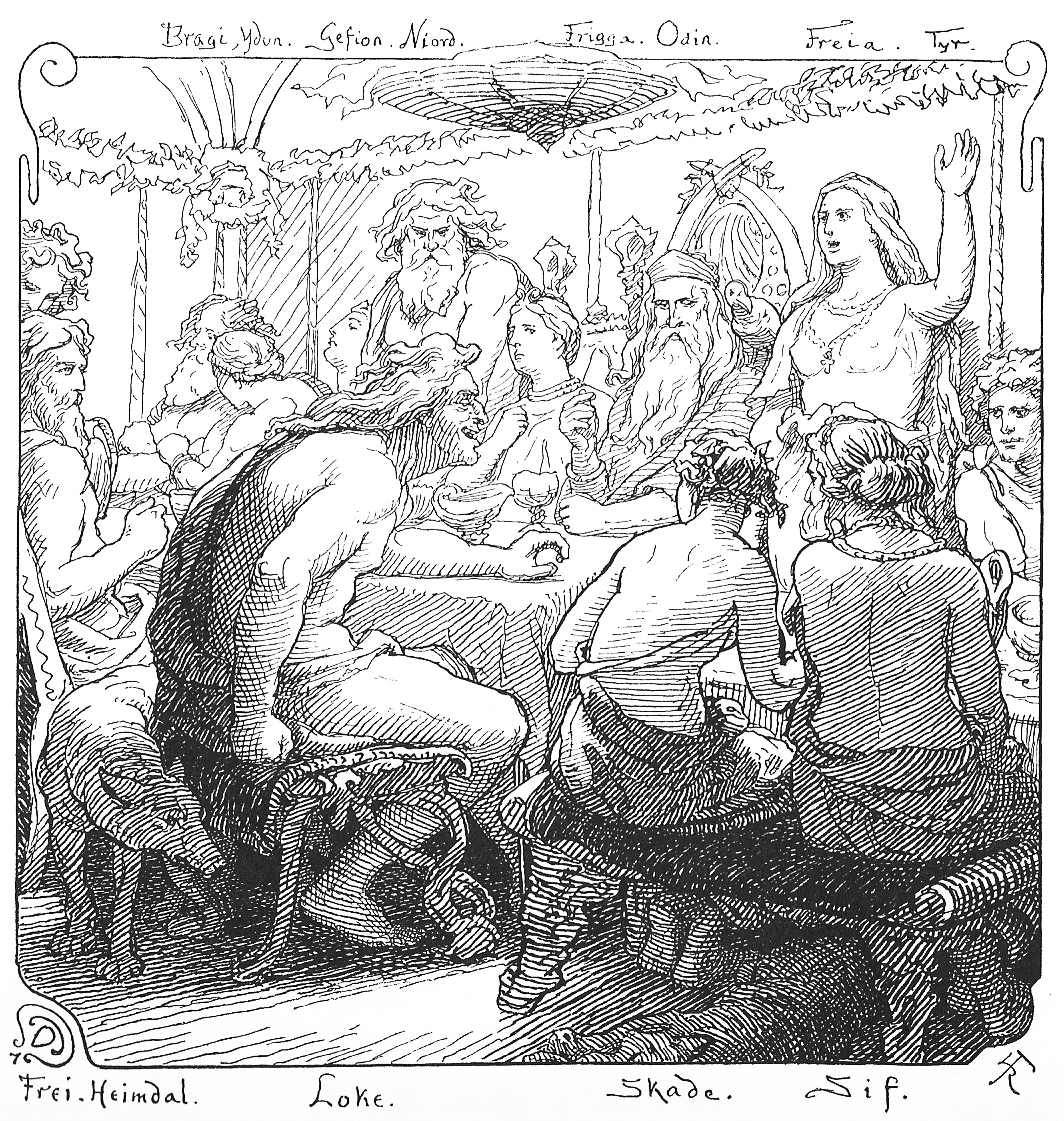
〈로키의 말다툼〉의 묘사(1895년, 로렌츠 프뢸리히 작)

〈로키의 말다툼〉은 로키가 다른 신들에게 악담을 퍼붓는 것이 주 내용이다. 로키는 두 절에 걸쳐 특정 신을 모욕하고, 모욕당한 신은 한 절의 내용으로 대꾸한다. 그리고 또다른 신이 끼어들어 추임새를 넣는다. 시는 우선 바다의 신 에기르가 자기 저택에 여러 신들과 엘프들을 초대해 연회를 열게 되었다는 배경상황을 설명한다. 신들이 에기르의 하인인 피마펭과 엘디르를 칭찬했는데, "그 꼴을 두고보지 못한" 로키가 피마펭을 죽여 버린다. 이에 신들은 로키에게 소리를 지르며 그를 저택에서 내쫓아 버린다. 로키가 숲으로 달아나자 신들은 저택으로 돌아와 다시 술을 마신다.
입장과 거절
숲에서 기어나온 로키는 저택 바깥에서 엘디르를 만난다. 로키는 엘디르에게 인사하며(여기서 서문이 끝나고 서사시 자체가 시작된다) 신들이 술안주로 무슨 이야기를 하고 있느냐고 물어본다. 엘디르는 신들이 그들의 "무기와 전쟁에서의 기량"을 이야기하고 있다고 대답하며, 그들 중 아무도 로키에 대해 좋은 소리를 하는 이가 없다고 말한다. 로키는 연회에 들어갈 것이며, 연회가 끝나기 전에 신들 사이에 싸움을 유발시켜 "그들의 봉밀주에 불화를 풀어넣을" 것이라고 말한다. 엘디르는 신들에게 "보복할 요량으로 대거리하고 싸움질을 한다면", "그들은 they'll wipe it off on you."라고 대답한다. 그 다음 로키가 저택으로 들어가고, 저택 안의 모두는 로키를 보고서 침묵에 빠진다.
재입장과 모욕
로키는 목이 마르다며 침묵을 깨고, 저택까지 오느라 먼 길을 왔으니 "이름난 봉밀주"를 한 잔 해야겠다고 요구한다. 신들을 무례하게 부르면서 로키는 왜 말을 할 줄 모르냐고 묻고, 자신에게 연회에 참석할 자리를 내어주든지 그럴 게 아니면 차라리 꺼지라고 하라고 요구한다. 시의 신 브라기가 로키에게 줄 자리는 없으며 신들은 초대할 만한 이만을 초대한다고 말하여 로키에게 처음으로 대답한다. 로키는 브라기에게 대꾸하지 않고 대신 오딘을 가리켜 말하길,

기억하시는가, 오딘이여, 지나간 옛날
우리 피를 섞어 맹세한 일을?
그대 말하길 우리 둘 모두에게 대접된 술이 아니라면
절대 술을 마시지 않겠노라 하지 않았던가.

그러자 오딘은 침묵하고 있던 자기 아들 비다르를 일어서게 하고 그 자리를 로키("늑대의 아버지"라고 언급된다)에게 내어주면서 이것은 로키가 입을 다물고 연회에나 참석하게 하기 위함이라고 말한다. 비다르는 일어서서 로키에게 술을 한 잔 따라 준다. 술을 마시기 전에 로키는 신들에게 건배를 돌리겠다고 열변을 토하는데, 단 브라기에게는 건배를 주지 않겠다고 한다. 브라기는 로키에게 말 한 필과 검과 반지를 줄 테니 "증오"를 갚지 말라고 한다. 로키는 브라기는 항상 이런 일이 있을 때마다 모자라다고 대꾸하며, 그가 "전쟁을 무서워하고" "궁술이 모자라다"고 비난한다. 브라기는 장소가 에기르의 저택만 아니었다면 거짓말의 대가로 로키의 목을 잘라버렸을 것이라고 대꾸한다. 로키는 브라기가 앉아있을 때만 용감하고 기백있는 화난 사내와 마주하면 도망간다면서 그를 "벤치 장식품"이라고 부른다.
청춘의 여신 이둔이 끼어들어 브라기에게 친지들을 생각하여 에기르의 저택 안에서 로키의 말에 대꾸하지 말라고 한다. 로키는 이둔에게 닥치라면서 자기 오래비를 죽인 놈의 목에 깨끗하고 흰 팔을 두르는 너는 이 세상 여자들 중 가장 "남자에 환장한" 년이라고 한다. 이둔은 자신 역시 에기르의 저택 안에서 아무 대꾸도 않을 것이고, 술이 들어가서 말이 많아진 브라기를 조용히 시킬 것이며, 로키와 브라기 사이에 싸움이 일어나길 원하지 않는다고 말한다. 농사의 여신 게피온이 나서서 왜 로키와 브라기가 싸우겠느냐며, 로키는 그저 장난을 치고 있을 뿐이고 "살아있는 모든 것들이 그를 사랑한다"고 말한다. 로키는 게피온 너는 한때 보석을 준 어린애에게 홀랑 넘어가 그놈에게 허벅다리를 감지 않았냐고 대답한다.
오딘은 로키가 게피온까지 욕보이다니 제정신이 아님에 틀림없다고 말한다. 로키는 오딘이 전쟁터에서 영광을 나누어주는 일에 있어 형편없으며, 오딘은 흔히 비겁자에게 승리를 주곤 한다고 말한다. 오딘은 설사 그것이 사실이라 할지라도, 로키는 한때 소젖 짜는 아낙네마냥 땅속에서 여덟 번의 겨울을 넘긴 적이 있으며 그동안 새끼까지 치지 않았냐고 대꾸한다. 오딘은 그것이 변태적이라고 선언한다. 로키는 오딘이 한때 삼세이 섬(Samsey, 오늘날의 덴마크 삼쇠섬)에서 세이드를 배우며 마술쟁이 노릇을 하고 다니지 않았냐고 반박한다(세이드는 대개 무녀가 행했으며 남성의 세이드 시전은 터부시되었다). 로키는 이것 역시 변태적이라고 비난한다.
오딘의 아내인 프리그가 로키와 오딘이 과거에 했던 일들은 다른 이들 앞에서 거론할 일이 못된다면서 옛날의 일들은 언제까지고 모르는 채 있는 것이 좋다고 말한다. 로키는 프리그를 가리켜 대지의 여신 표르긴의 딸이라고 일컬으며, 그녀가 한때 오딘의 형제인 빌리와 베이에게 안긴 적이 있지 않냐고 힐문한다. 프리그는 만약 지금은 죽고 없는 발드르가 있었다면 로키는 신들의 분노를 빠져나갈 길이 없었을 것이라고 대답한다. 로키는 프리그에게 자신이 발드르의 죽음에 책임이 있다는 사실을 폭로한다.
사랑의 여신 프레이야가 나서서 프리그는 모든 운명을 알고 있지만 말하지 않을 뿐이라며 로키는 미친 것임에 틀림없다고 말한다. 로키는 이 자리에 있는 모든 남신들과 엘프들이 한번씩은 모두 프레이야의 애인노릇을 했다고 주장한다. 프레이야는 거짓말이라고 대답한다. 프레이야는 로키는 지금 그저 여러 남신과 여신들을 화나게 만들려고 "사악한 말을 내뱉고" 싶을 뿐이며 로키는 결국 목적을 이루지 못한 채 집에나 가게 될 것이라고 말한다. 이에 로키는 프레이야를 성질 나쁜 마녀라고 부르며 프레이야가 한때 자기 오래비인 프레이와 붙어먹었으며 그때 다른 신들이 그들을 발견하자 놀라서 방귀를 뀌지 않았냐고 말한다. 프레이야와 프레이의 아버지인 뇨르드가 여자가 남편 이외에 또 애인을 만드는 것이 무슨 문제가 있으며, "남자 몸으로 새끼를 낳은 변태 신"이 여기에 있는데 더 놀랄 일이 무엇이냐고 말한다.
로키는 뇨르드에게 닥치라면서 에시르-바니르 전쟁 당시 뇨르드가 바니르에서 에시르로 인질로 보내졌던 것을 상기시킨다. 또한 "휘미르의 딸들"이 한때 뇨르드의 입에 오줌을 싸 그를 "변기"로 사용했다고 말한다. 뇨르드는 자신이 에시르에게 보내진 것은 보상의 차원이었으며, 자신이 낳은 아들 프레이는 그 누구에게도 미움을 사지 않는 에시르의 귀공자로 생각되고 있노라고 대답한다. 로키는 뇨르드에게 적당히 좀 하라며 그 프레이는 뇨르드는 네가 자기 여동생(이름 알 수 없음)과의 사이에 낳은 아들이 아니냐고 말한다.
전쟁의 신 티르가 나서서 프레이를 변호한다. 로키는 티르에게도 닥치라면서 티르는 "사람들과 공정한 거래"를 하지 못한다고 주장한 뒤 티르의 한쪽 손을 잘라먹은 것이 로키 자신의 아들, 늑대 펜리르였음을 지적한다(서문에서도 티르가 펜리르를 포박할 당시 펜리르에게 한쪽 팔을 물려 외손의 존재가 되었음이 언급된다). 티르는 자신이 손을 잃지 않았다면 로키는 자식인 늑대를 잃었을 것이며, 그것은 상호간에 문제가 되었을 것이라고 대답한다. 로키는 티르에게 다시 한 번 닥치라면서 티르의 아내는 자신과의 사이에 아들을 낳았으며, 티르는 병신이 되었으면서 그에 합당한 보상을 받은 적이 한 번도 없다면서 가엾을 지경이라고 조소한다.
이 시점에서 프레이 본인이 끼어들어 자신은 강 하구의 늑대를 볼 수 있으며, 로키가 지금 당장 닥치지 않으면 로키 역시 늑대처럼 라그나로크가 도래할 때까지 묶인 신세가 될 것이라고 경고한다. 로키는 프레이가 아내 게르드를 금을 주고 사 왔으며, 구혼할 때 칼까지 줘 버린 덕분에 라그나로크 때 쓸 무기도 없어졌다고 쏘아붙인다. 비그비르(서문에서 프레이의 시종이라고 언급된다)가 만약 자신이 고귀한 혈통이었고 프레이만큼 고결한 지위에 있었다면 당장에 로키를 빻아서 사지를 분질러 버렸을 것이라고 말한다. 로키는 비그비르를 땅바닥을 기어다니는 개새끼라고 부르면서 항상 프레이의 귓가를 맴돌거나 맷돌 아래 숨어서 지껄이는 것밖에 못하는 놈이라고 말한다. 비그비르는 자신은 스스로가 자랑스러우며 날쌘 존재라고 말한다. 로키는 그에게 닥치라고 하며 비그비르가 사람들에게 음식을 분배할 줄을 모르며, 싸움이 일어나면 건초더미 속에 숨는다고 말한다.
헤임달이 나서서 로키는 술이 취해 분별력을 일었다며, 그만 말하는 것이 어떠냐고 요구한다. 로키는 헤임달에게 닥치라며 너는 언제나 등이 진흙투성이에 다른 신들을 위한 감시꾼 노릇밖에 못하는 "혐오스러운 삶"을 살 운명이라고 말한다. 사냥의 여신 스카디가 로키는 지금 마음편히 "개가 꼬리치듯" "놀고" 있지만, 곧 얼음처럼 차갑게 식은 아들의 창자로 날카로운 바위 위에 포박당하게 될 것이라고 말한다. 로키는 설사 그것이 자신의 운명이라 하더라도, 신들이 스카디의 아버지 샤치를 죽일 때 자신이 "처음이자 가장 중요한" 역할을 맡았다고 말한다. 스카디는 그점 마음에 새겨, 자신의 "저택과 들판"에서 비롯된 "사악한 충고"가 언제나 로키를 따라다닐 것이라고 말한다. 로키는 스카디가 침대에서는 훨씬 다정했다고 말한다(이 대목에서 로키는 스스로를 "라우페위의 아들"이라고 부른다).
토르의 아내 시프가 앞으로 나서 로키에게 봉밀주를 따라 준다. 시프는 로키를 환영하며 수정 잔으로 봉밀주로 채워주고, 에시르의 여러 신들 중 자신은 유일하게 허물이 없다고 말한다. 로키는 "뿔잔을 들고" 한잔 마신 뒤, 그녀의 말대로 시프는 허물이 없으며, 만약 있다손 치더라도 토르 몰래 바람을 피운 것밖에 없으며, 그 바람 상대가 로키 본인이라고 말한다. 비그비르의 아내 베일라(서문에서 프레이의 시종이라고 언급됨)가 산(山)들이 모두 흔들리고 있으며, 토르가 돌아오는 것 같다고 말한다. 베일라는 토르가 돌아오면 이 난장판을 끝내고 평화를 가져올 것이라고 한다. 로키는 베일라에게 닥치라면서, 그녀는 "악의에 가득차" 있고, "에시르의 아이들" 중 그녀보다 더 못난 여자는 없다며 그녀를 추잡한 년이라고 부른다.
토르의 귀환과 로키의 포박

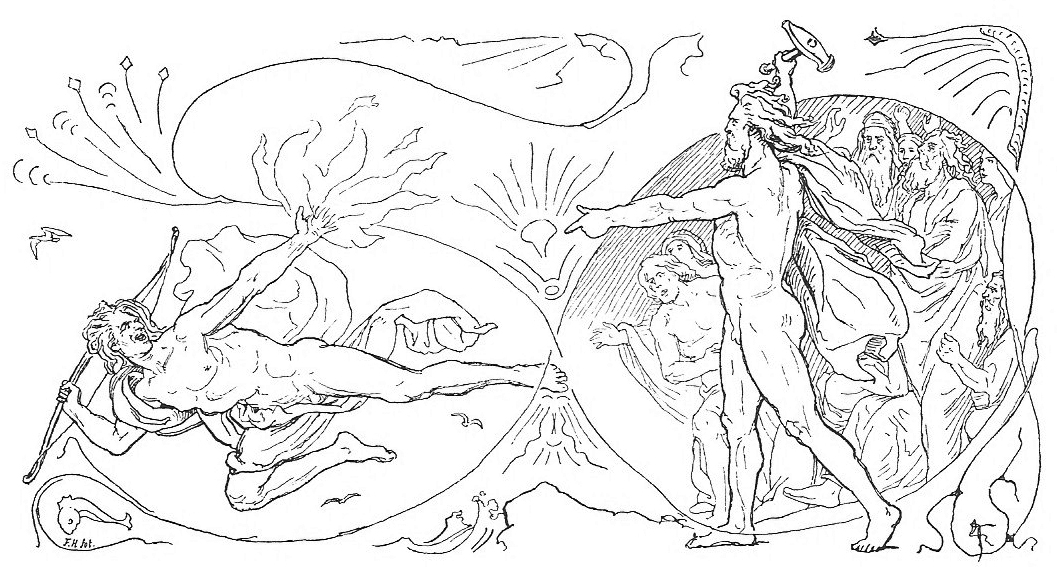
불로 에시르를 위협하는 로키(1895년, 로렌츠 프뢸리히 작)

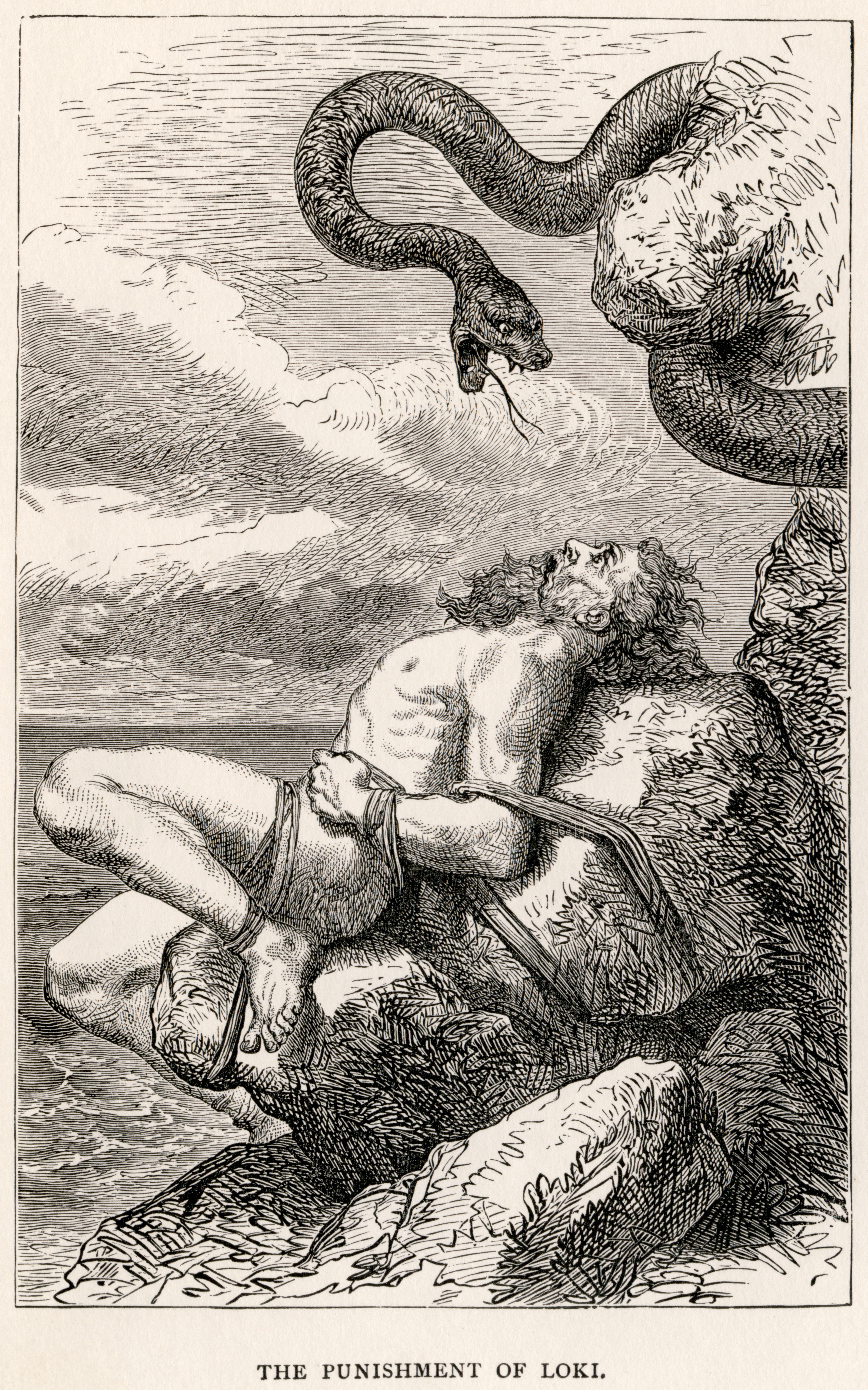
〈로키의 처벌〉, Louis Huard(1813년 ~ 1874년) 작

토르가 도착하여 로키를 "사악한 것"이라고 부르며 닥치라고 말한다. 토르는 자신의 망치 묠니르가 로키의 머리를 어깨에서 날려버려 닥치게 만들 것이라고 한다. 토르가 왔다는 것을 안 로키는 토르에게 왜 화를 내냐고 묻고, 라그나로크 때 늑대가 오딘을 삼켰을 때 토르가 늑대에게 이렇게 거칠게 맞서 싸우지는 못할 것이라고 말한다. 토르는 다시 한번 로키에게 닥치라고 말한 뒤, 로키를 동쪽을 향해 집어던져 아무도 로키를 볼 수 없게 만들어 버릴 것이라며 묠니르로 위협한다. 로키는 토르는 자신을 절대로 동쪽으로 보낼 수 없다고 말한 뒤, 토르는 장갑의 엄지손가락 속에 쭈그려 엎드려 있다고 주장하며 토르를 비꼬아 "영웅님"이라고 부른다. 토르는 로키에게 닥치라고 말하며 묠니르로 위협한다. 그리고 로키의 모든 뼈를 묠니르로 분질러 버릴 것이라고 말한다. 로키는 토르가 뭐라고 한들 자신은 오래오래 살 것이라고 말하고, 토르가 한때 스크리미르(변장한 우트가르다로키)와 마주쳤던 때를 언급하며 토르를 조롱한다. 토르는 다시 한 번 로키에게 닥치라고 말하며 묠니르로 위협하고, 로키를 나그린드의 문을 너머 헬까지 보내버릴 것이라고 말한다.
로키는 〈로키의 말다툼〉 서사시를 다음과 같은 절로 끝낸다.

에기르 그대는 술을 빚지만, 앞으로는 결코 다시 연회를 열지 못할 거요
이 저택 안에 쌓인 그대의 모든 재산들이
불꽃으로 넘실넘실 덮여 버릴 터이니,
그리고 그대의 등뼈 역시 불타 버릴지라!

마지막 절 이후 산문으로 이루어진 뒷말이 이어진다. 저택을 떠난 로키는 연어로 변신해 프라낭그스포르스(Franangrsfors)의 폭포 속에 숨었고, 에시르는 그곳을 뒤져 로키를 붙잡았다. 로키는 자신의 아들 나리의 창자로 포박당한다. 스카디가 로키의 얼굴 위에 독사를 묶어놓았고, 독사의 아가리에서 독액이 뚝뚝 떨어졌다. 로키의 아내 시귄이 옆에 앉아 사발을 받쳐들고 독액을 받아냈지만, 사발이 다 차면 그녀는 사발을 비우기 위해 자리를 떠나야 했다. 그리고 시귄이 없는 동안 독액이 로키의 얼굴 위로 떨어지고, 로키는 괴로워서 온몸을 뒤틀며 발광을 한다. 발버둥치는 로키의 힘으로 인해 온 대지가 떨리게 되고, 이것이 오늘날 지진으로 알려진 현상이라고 한다.

#### 스림의 서사시

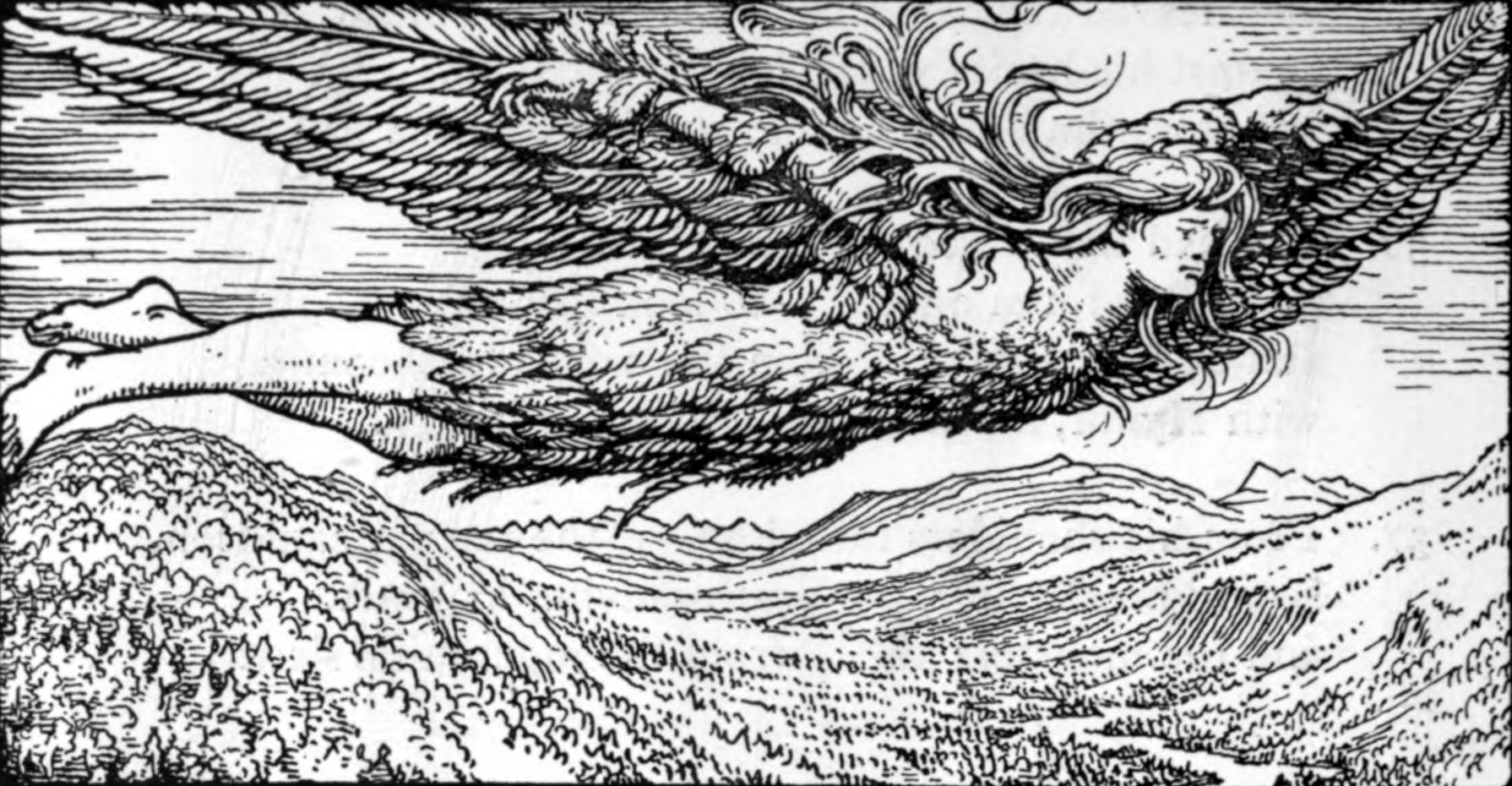
〈요툰헤임으로 날아가는 로키〉(1908년, W. G. 콜링우드 작)

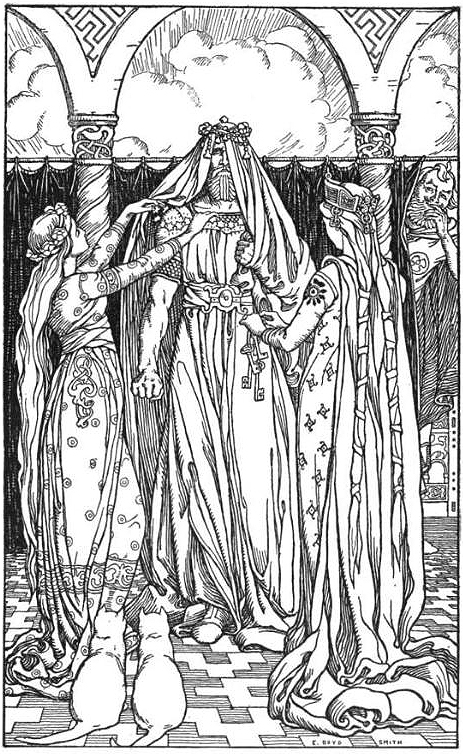
〈아, 얼마나 사랑스러운 아가씨인가!〉(1902년, 엘머 보이드 스미스 작) 토르가 프레이야에게 여장을 당하는 와중에 로키가 뒤에서 웃고 있다.

〈스림의 서사시〉에서, 잠에서 깬 토르는 자신의 강력한 망치 묠니르가 사라졌다는 것을 발견한다. 토르는 로키에게 찾아가 아무도 자기 망치가 사라진 줄을 모른다며 도움을 청한다. 둘이는 프레이야의 저택으로 가서, 묠니르를 찾기 위해 그녀의 날개옷을 빌릴 수 있느냐고 요청한다. 프레이야는 그 요청을 들어주고, 설사 날개옷이 은과 금으로 만들어져 있더라도 빌려줄 것이라고 말한다. 로키는 날개옷의 휘파람 소리를 내면서 날아간다.
한편 요툰헤임에서는 요툰 스림이 봉분 위에 앉아 자신이 키우는 암캐를 위한 황금 깃을 짜고 말들의 갈기를 손질하고 있다. 로키를 발견한 스림은 에시르와 엘프들 사이에 무슨 일이 벌어졌냐고, 왜 로키가 혼자 요툰헤임에 온 것인지 묻는다. 로키는 엘프와 에시르 양쪽에 모두 좋지 않은 소식이 있으니, 토르의 망치 묠니르가 사라졌다고 대답한다. 스림은 자신이 묠니르를 땅속 8 리그(약 4천 미터) 속에 숨겨두었으며, 그것을 되찾고 싶거들랑 프레이야를 자신의 신부로 내놓으라고 말한다. 로키는 날개옷의 휘파람 소리를 내며 날아가고, 요툰헤임을 떠나 신들의 저택으로 돌아간다.
토르는 로키에게 어찌 잘 되었느냐고 묻고, 로키는 노력한 만큼 결과도 얻었다고 말한다. 로키는 토르에게 스림이 망치를 갖고 있으며, 프레이야를 스림의 아내로 내어주지 않으면 망치를 되찾을 수 없다고 전한다. 둘이는 프레이야에게 돌아가, 요툰헤임으로 그녀를 데려가게 신부용 머리쓰개를 좀 써 달라고 부탁한다. 분개한 프레이야는 격렬히 화를 내고, 모든 에시르들이 그녀의 분노 때문에 몸을 떤다. 워낙 화를 낸 탓에 프레이야의 목걸이 브리싱가멘이 목에서 풀려 떨어질 지경이었다. 프레이야는 신랄하게 거절한다.
그 결과, 여러 남신들과 여신들은 문제를 해결하기 위한 회의를 연다. 회의에서 헤임달이 프레이야 대신 토르를 신부삼아, 보석으로 치장하고, 무릎 아래까지 여자 옷을 늘어뜨리고, 신부의 머리쓰개를 씌운 뒤, 목걸이 브리싱가멘까지 채워서 보내는 것이 어떠냐고 제안한다. 토르는 거부하지만, 로키(여기서는 "라우페위의 아들"이라고 지칭된다)가 그것이야말로 묠니르를 되찾기 위한 유일한 방법이며, 묠니르가 없으면 요투나르가 언제든지 아스가르드로 쳐들어와 터를 잡고 살게 될 수도 있다는 것을 지적한다. 신들은 토르를 신부로 꾸미고, 로키는 그 하녀로 변장해서 따라가기로 한다. 그렇게 하여 토르와 로키 둘이는 요툰헤임으로 향한다.
둘은 토르의 염소가 모는 전차를 타고 변장한 채 요툰헤임에 도착한다. 스림은 저택 안의 요투나르에게 프레이야가 자신의 신부로 오게 되었으니 모두 긴의자에 짚단을 깔라고 명령한다. 스림은 자신의 보물과 신수들을 꼽으면서 언제나 자신의 재산에서 프레이야가 빠져 있었다고 말한다.
초저녁, 여장한 로키와 토르는 스림과 여러 요투나르를 만난다. 토르는 사나운 기세로 먹고 마셔 소 한마리를 통째로 잡아먹고 봉밀주 세 통을 단숨에 마신다. 스림은 이 행동이 자신이 프레이야에 대해 갖고 있는 이미지와 다르다는 것을 발견한다. "상황판단이 빠른 하녀"가 된 로키는 스림의 뒤에 앉아 "프레이야"의 행동은 그녀가 워낙 이곳으로 오고 싶어하여 오는 동안 8일 밤낮 아무것도 먹지 못했기 때문이라고 말한다. 그러자 스림은 "프레이야"의 베일을 걷고 "그녀"에게 키스하려고 했다가 불처럼 타오르는 무시무시한 눈동자를 발견하고 멈칫한다. 로키는 "프레이야"가 역시 8일 밤낮 동안 한 숨도 자지 못해 그렇게 된 것이라고 말한다.
요투나르의 "비참한 자매"가 "프레이야"를 위한 결혼 선물을 요구하자 다른 요투나르가 "신부를 축성"하기 위해 묠니르를 가져와 그녀의 무릎 위에 올려둔다. 그리고 스림과 프레이야가 여신 바르의 이름으로 결혼하게 되었다고 말한다. 토르는 망치를 보고 속으로 웃음을 터뜨리고, 망치를 붙잡아 스림을 후려갈긴 뒤, 다른 요투나르를 모조리 때려죽이고, 요투나르의 "큰자매"까지 죽인다.

#### 레긴이 말하기를
로키는 〈레긴이 말하기를〉의 서문과 처음 6개 절에 등장한다. 〈레긴이 말하기를〉 서문에서 영웅 시구르드가 흐레이드마르의 아들 레긴 밑에서 수련하고 있을 때, 레긴이 시구르드에게 한때 오딘, 회니르, 로키 세 신이 물고기가 많은 안드바라 폭포로 왔었다는 이야기를 해 준다. 드베르그 레긴은 두 명의 형제가 있었는데, 강꼬치고기로 변신해 물고기를 잡던 안드바리와 수달로 변신해 물고기를 잡던 오트르였다.
세 신이 폭포에 도착했을 때 수달로 변신한 오트르가 연어를 잡아서 강둑에서 뜯어먹고 있었다. 이때 로키가 오트르를 냅다 돌로 때려 죽인다. 다른 신들은 로키가 잘 했다고 생각하고 수달 가죽을 벗겨 가방으로 만든다. 그날 밤, 세 신은 흐레이드마르(레긴, 안드바리, 좀전에 죽은 오트르의 아버지)를 찾아가 자기들이 잡은 것들을 자랑하는데, 그 중에 수달 가죽도 있었다. 수달 가죽을 본 흐레이드마르는 오트르의 목숨값으로 수달가죽 가방에 황금을 가득 채우고 가방 바깥표면을 적금(금과 구리의 합금)으로 도금해줄 것을 요구한다.
신들은 금을 구해오라고 로키를 보내는데, 로키는 바다의 여신 란을 찾아가서 그녀에게 그물을 빌려온다. 그리고 안드바라 폭포로 가서는 그물을 치고 강꼬치고기로 변신한 안드바리를 잡아버린다. 로키는 안드바리를 조롱하면서 금이 있는 곳을 불지 않으면 대가리를 부셔버리겠다고 협박한다.
로키는 안드바리가 가진 금들을 살펴보고 그의 금을 모조리 뺏아간다. 안드바리는 안드바리나우트라는 반지 하나만은 남겨 달라고 애원하지만 로키는 그것마저 뺏아 버린다. 드베르그의 모습으로 돌아온 안드바리는 바위 속으로 파고들어가 그 금은 자신의 두 형제를 죽게 만들 것이며 여덟 명의 공후들이 다투게 만들 것이고 그 누구에게도 쓸모가 없어질 것이라고 저주한다.
로키가 돌아오고, 신들은 수달 가죽을 쭉 펼쳐서 그 위를 금으로 덮는다. 흐레이드마르는 그것을 살펴보다가 털 한 가닥이 마저 덮이지 않았다는 것을 발견하고 따진다. 오딘이 안드바리나우트를 올려놓아 그 털 하나까지 모두 덮는다.
그러자 로키는 이제 자기들은 약속대로 금을 줬으며, 그 금은 안드바리에게 저주받았고, 흐레이드마르와 레긴 너희는 죽을 것이라고 얘기해 준다. 흐레이드마르는 진작 알았다면 그냥 신들의 목숨을 대신 받을 걸 그랬다고 말하면서도, 로키를 믿지 않는다고 말한다. 흐레이드마르는 신들에게 썩 꺼지라고 말하고, 그 뒤로 서사시에서 로키는 더 이상 언급되지 않는다.

#### 발드르의 꿈
〈발드르의 꿈〉에서 오딘은 헬의 죽은 볼바를 깨워서 자신의 아들 발드르의 악몽에 대해 물어본다. 로키는 제14절과 마지막 절에 언급된다. 볼바는 오딘에게 "로키가 풀려나, 속박에서 벗어나"고 라그나로크가 도래할 때까지 아무도 자신을 더 이상 찾지 못할 것이니, 긍지를 갖고 집으로 돌아가라고 말한다.

#### 힌들라의 시

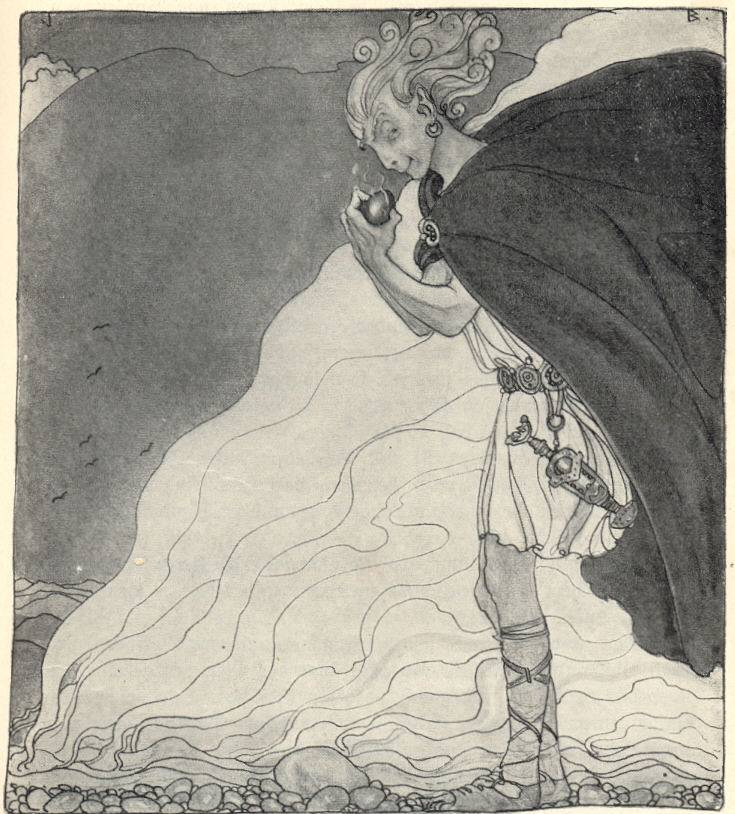
구운 심장을 먹는 로키(1911년, John Bauer 작)

로키는 〈힌들라의 시〉에 포함된 〈무녀의 짧은 예언〉의 두 절에서 언급된다. 우선 로키가 여성 요툰 앙그르보다와의 사이에서 "늑대"를 낳았다고 하며, 또한 로키가 종마 스바딜파리와의 사이에서 슬레이프니르를 낳았다고 한다. 그리고 마지막으로 로키("뷜레이스트의 형제"라고 지칭된다)가 "모든 괴물들 중 가장 끔찍한 것"을 낳았다고 한다. 이 절의 다음에 이어지는 절에서,

로키는 심장을 먹었노라, 그 심장은 어느 여자의 씨핵으로 생각되니,
피나무를 때운 불에 구워, 반쯤 익었다는 것을 확인하고,
롭트는 사악한 여자의 아이를 배었다,
그 여자는 지상의 모든 여성 거인의 조상이 되느니라.

두 번째 절에서 로키는 "롭트"(Lopt)라고 지칭된다. 로키가 어떤 여자의 심장을 먹은 이야기는 다른 문헌에서는 발견되지 않는다.

#### 푤스빈느르가 말하기를
〈푤스빈느르가 말하기를〉에서, 로키는 룬 문자와 관련되어 언급되는데, 여기서도 "롭트"(Lopt)라고 한다. 이 시에서, 푤스비드르(Fjölsviðr)는 영웅 스비프다그에게 무스펠의 여왕 신마라가 레반테인이라는 무기를 아홉 개의 자물쇠가 잠긴 상자 속에 넣어두고 있다고 설명한다. 벨로우스의 번역과 소프의 번역이 매우 상이하기에 이하 두 판본을 모두 소개한다.

| 푤스비스가 말하였다 "그곳에 레반테인이 있으니, 그것은 롭트가 룬 문자로 한때 죽음의 문 옆에 만든 것이다. 레갸른(Lægjarn)의 상자 옆에 신마라가 앉았으니, 상자에 아홉 개의 자물쇠가 단단히 채워졌다." | 푤스비스. 헤바테인이라는 이름의 잔가지가 있으니, 롭트가 그것을 꺾어내어 죽음의 문 아래로 끌어내렸다. 신마라의 옆에 놓여진 무쇠 상자 속에 그것이 들어 있으니 아홉 개의 튼튼한 자물쇠가 지키고 있노라. |  |

### 신 에다

#### 길피의 속임수
《신 에다》 중 〈길피의 속임수〉에 로키가 등장하는 여러 가지 신화가 기록되어 있다. 슬레이프니르의 탄생 이야기, 로키가 불의 의인화인 로기(Logi)와 대결한 이야기 등이 모두 여기 등장하는 것이다.
높으신 분의 서론
로키는 〈길피의 속임수〉 제20장에서 "로키라 불리는 아스"라고 언급됨으로써 《신 에다》에 처음 등장한다. 옥좌에 앉은 존재인 "세 번째"(Þriðji 스리디)가 "강글레리"(변장한 길피 왕)에게 여신 프리그의 예언 능력(〈로키의 말다툼〉에서 언급된)을 설명해 준다.

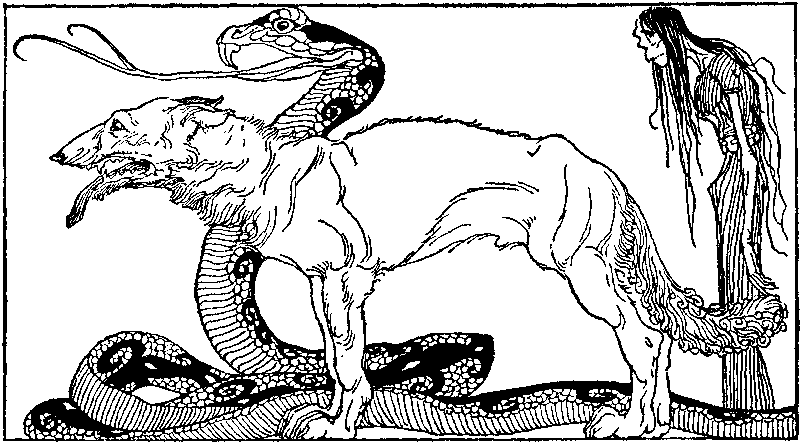
〈로키의 아이들〉(1920년, 윌리 포가니 작)

로키가 좀더 제대로 소개되는 것은 제34장에서 "높으신 분"(Hár 하)이 말할 때이다. 높으신 분은 로키가 "에시르의 하리쟁이", "속임수의 발원지", "모든 신들과 인간들의 불명예" 따위로 불렸다고 한다. 높으신 분은 로키의 또다른 이름은 "롭트"(Lopt)이며, 그의 아비는 남성 요툰 파르바우티이고 어미는 "라우페위 또는 날(Nál)", 형제들은 헬블린디와 뷜레이스트라고 설명한다. 높으신 분은 로키를 그 외모는 "유쾌하고 잘 생겼으며", 성격은 악의적이고, "행동은 매우 변덕스럽고", 교활한 간계를 부리는 데 있어 다른 이들보다 더욱 큰 재주를 가졌으며, "모든 목적을 위해 속임수를 쓰고", 간혹 에시르를 곤경에 빠뜨렸다고 묘사한다. 로키의 아내의 이름은 시귄이며 "나리 또는 나르피"라는 이름의 아들이 하나 있었다고 한다. 또한 로키는 요툰헤임 출신의 여성 요툰 앙그르보다와의 사이에서 늑대 펜리르, 뱀 요르문간드, 여성 무언가인 헬 3남매를 낳았다. 신들은 이 세 아이들이 요툰헤임에서 자랐다는 것을 알고, 장차 골칫거리가 될 것이라고 예상했다. 이는 일부분 앙그르보다의 핏줄 때문이었지만, 로키의 핏줄로 인한 걱정이 더 심했다. 제35장에서 강글레리는 로키가 "매우 끔찍한" 가족을 만들었다고 말한다.
로키, 스바딜파리, 그리고 슬레이프니르
제42장에서 높으신 분은 신들이 미드가르드를 만들고 발할라를 세웠을 적의 이야기를 들려준다. 어느날 한 이름없는 건축가가 찾아와 신들에게 침입자들을 막아낼 수 있는 요새를 지어줄 테니 아름다움의 여신 프레이야, 태양, 달을 내놓으라고 요구했다. 일련의 논쟁 끝에 신들은 이 조건에 동의했으나, 건축가에게 몇 가지 제한을 걸었다. 신들은 그에게 아무 사람의 도움도 받지 않고 계절이 세 번 바뀌기 전에 일을 끝내라고 했다. 건축가는 자신의 종마 스바딜파리의 도움을 받게 해달라고 요구했고, 로키가 그정도면 괜찮지 않느냐고 해서 그 요구는 받아들여졌다. 스바딜파리는 놀라운 힘으로 건축가의 두 배의 힘을 냈고, 거대한 돌덩어리를 끌어 움직임으로써 신들을 놀라게 했다. 스바딜파리의 도움을 받아 건축가는 엄청나게 빠른 속도로 성벽을 지어나갔다. 그리고 마감기한인 여름이 시작되기 3일 전 건축가는 이제 성문을 짓기 시작하고 있었다. 당황한 신들은 머리를 맞대고 지금 이 꼴이 난 게 누구 잘못인지를 따졌고, 이게 다 로키(여기서는 "로키 라우페위야르손"Loki Laufeyjarson이라고 불리며, 여기서 로키의 어머니가 라우페위라는 것을 확인할 수 있다) 탓이라는 결론에 도달한다.

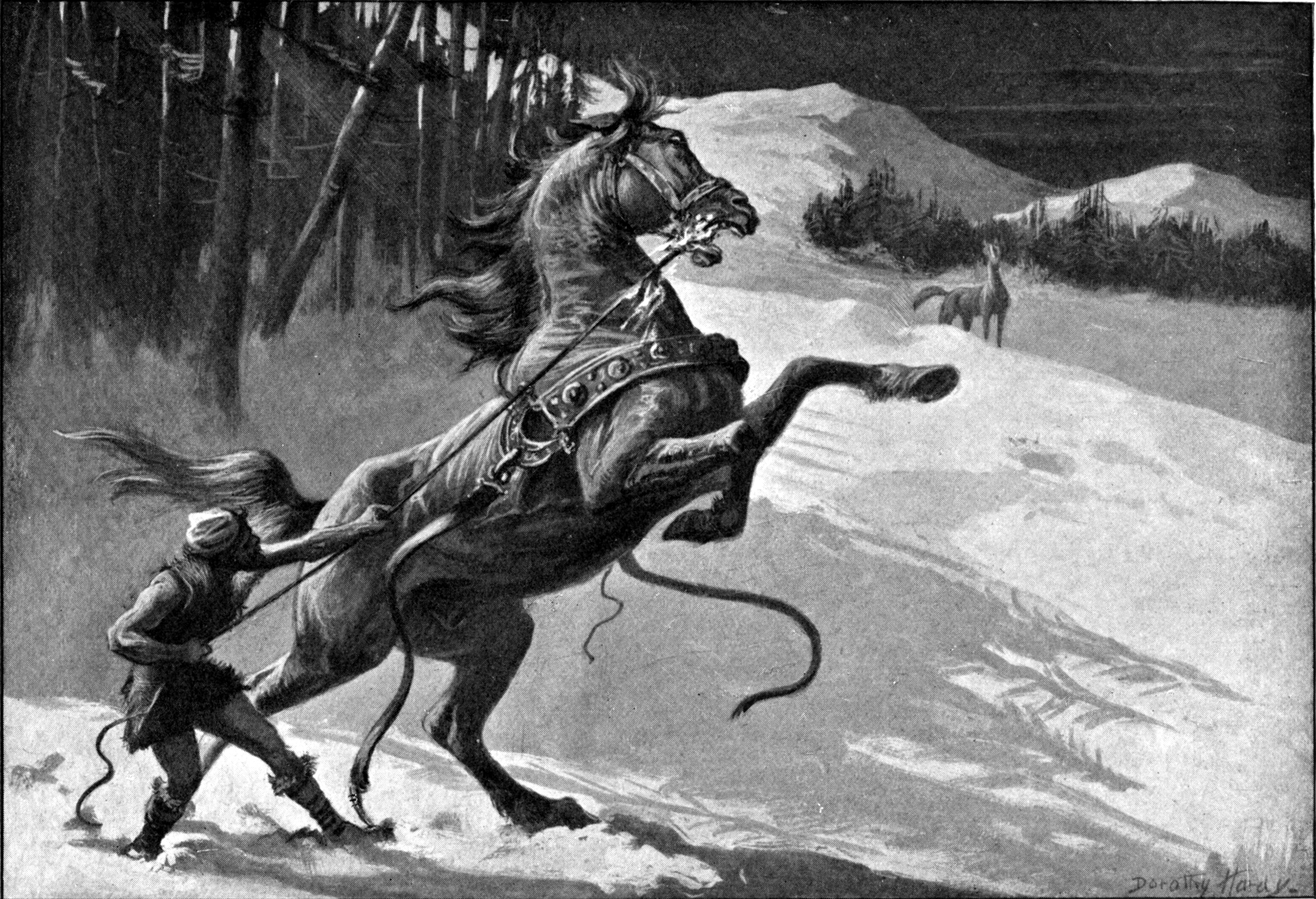
《로키와 스바딜파리》. 1909년 그림

신들은 로키가 이 사태를 해결하지 못하면 끔찍한 죽음을 당하게 될 것이라면서 그를 공격할 기세로 위협한다. 겁먹은 로키는 어떤 수단방법을 사용하던 간에 건축가가 요구한 보수를 받지 못하게 하겠다고 약속한다. 그날 밤, 스바딜파리와 함께 돌덩어리를 운반하던 건축가는 암말 한 마리와 마주친다. 암말은 스바딜파리를 보고 히히힝 울었고, 발정이 난 스바딜파리는 마구를 찢어던지고 암말에게 덮쳐들었다. 암말은 숲 속으로 도망가 버렸고, 스바딜파리가 그 뒤를 따랐으며, 건축가가 그 뒤를 쫓아갔다. 두 말은 밤새도록 쫓고 쫓기는 추격을 벌였고 결국 건축가는 그날 일을 공치고 말았다.
건축가는 일이 수틀려서 노했고, 신들은 그가 흐림투르라는 것을 눈치챘다. 그러자 신들은 거인과 한 약속은 지킬 필요가 없다고 생각하고 토르를 불렀다. 토르는 묠니르로 건축가의 골통을 단매에 박살내 죽여 버렸다. 한편 로키는 스바딜파리와 "어떤 거래"를 했으며, "얼마가 지난 뒤" 다리가 여덟 개 달린 회색 망아지를 낳았다. 이 망아지가 슬레이프니르였으며, "신계와 인간계를 통틀어 제일가는 말"이었다.
로키, 우트가르다로키, 그리고 로기
제44장에서 "세 번째"가 토르와 로키가 두 마리의 염소가 끄는 토르의 전차를 타고 놀러 나갔던 이야기를 들려준다. 로키와 토르는 어느 농부의 집 앞에서 멈추어 그 집에서 하룻밤을 묵는다. 토르는 자기 염소들을 도살하여 솥에 넣어 삶아 로키와 함께 먹는다. 토르는 하룻밤 묵게 해준 농부 가족에게도 같이 먹자고 부르는데, 절대로 뼈를 부러뜨리지 말라고 경고한다. 그러나 로키의 꾀임에 빠진 농부의 아이 샬피가 염소 뼈 중 하나의 골수를 빨아먹고 만다. 그래서 토르가 염소들을 되살렸을 때 한 마리가 다리를 절게 되었다. 공포에 질린 농부 가족은 아들 샬피와 딸 로스크바를 토르에게 바쳐 용서를 받는다.

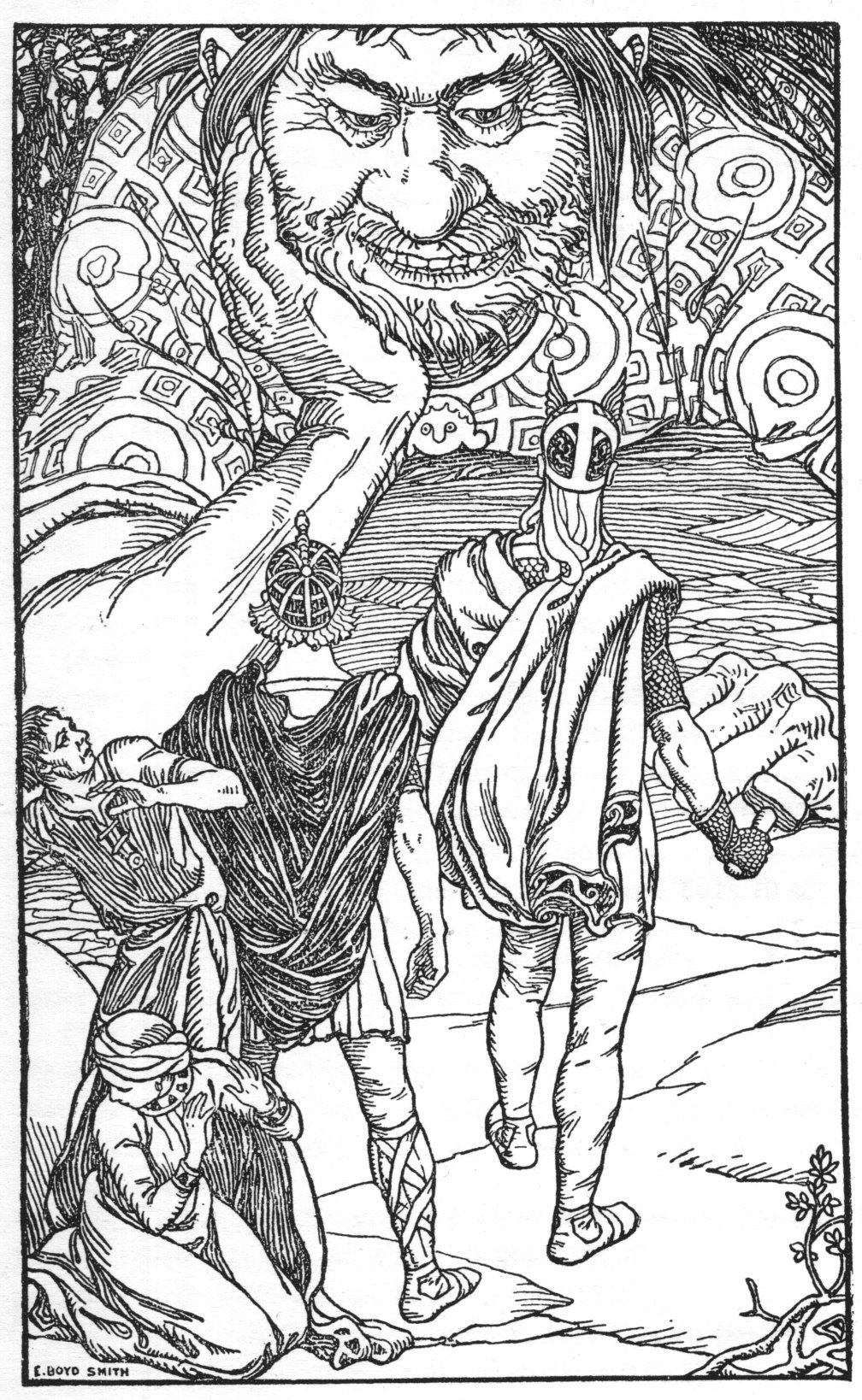
《나는 거인 스크뤼미르다》 엘머 보이드 스미스 작.

토르, 로키와 두 아이는 계속 동쪽으로 가서 요툰헤임의 광활한 숲에 도달한다. 그들은 어두워질 때까지 숲속으로 들어가다가 해가 떨어지자 밤을 지낼 곳을 찾는다. 어마어마한 건물과 마주친 그들은 옆방으로 들어가 잠든다. 그날 밤 그들은 내내 지진에 시달린다. 지진은 토르를 제외한 나머지를 겁에 질리게 만든다. 토르는 방어를 위해 망치를 움켜쥔다. 알고보니 그 건물은 스크뤼미르의 장갑이었고, 스크뤼미르의 코 고는 소리가 지진으로 느껴졌던 것이었다.
한밤중에 토르는 잠에서 깨어나고, 토르가 자고 있는 스크뤼미르를 망치로 죽이려고 두 번 시도하는 와중에 다양한 사건들이 일어난다. 스크뤼미르는 그때마다 일어나서는 도토리가 떨어졌나 잔가지가 떨어졌나 하는 식으로 중얼거린다. 두 번째 시도에 깨어난 스크뤼미르는 토르와 로키 일행에게 우트가르드의 아성에 찾아가 잘난 체를 할 작정이라면, 우트가르다로키의 부하들은 그런 짓을 용납하지 않을 터이니 그만두라는 충고를 해 준다. 스크뤼미르는 배낭을 등에 둘러메고 숲 속으로 사라져 버린다.
네 명의 여행자는 한낮이 될 때까지 여행을 계속해 광활한 공터에 자리잡은 거대한 성에 도달한다. 성은 너무 커서 꼭대기를 보려면 그들이 머리가 등에 닿을 정도로 뒤로 젖혀야 했다. 성의 입구는 잠겨 있었는데, 토르조차도 그것을 열 수 없었다. 그들은 문의 빗장 사이로 낑겨 들어가는 식으로 성 안에 들어가 커다란 회당으로 들어간다. 회당 안에는 긴의자가 두 개 있었고, 긴의자에 덩치 큰 사람들이 각각 나눠 앉아 있었다. 성의 주인인 우트가르다로키 역시 앉아 있었다.
우트가르다로키는 자랑할 만한 솜씨가 없는 손님은 머무를 수 없다고 말한다. 로키는 잔칫상 앞으로 나가서 자기는 그 누구보다도 빠르게 먹을 수 있다고 주장한다. 우트가르다로키는 그것이 사실이라면 솜씨라고 할 만하다면서 긴의자에 앉아있던 로기를 일어나라고 한다. 회당 바닥에 나무 쟁반이 차려지고, 쟁반 위에 고기가 그득이 쌓였다. 로키와 로기가 각기 반대편에 앉아 고기를 먹기 시작했다. 로키는 자기 앞의 고기를 몽땅 먹고 발라낸 뼈를 옆에 쌓아 놓았지만, 로기는 고기도 먹고 뼈도 먹고 쟁반까지 먹어 버렸다. 로키가 졌다는 것은 명백했다. 다음 차례로 샬피가 후기(Hugi)라는 자와 달리기 대결을 세 번 해서 세 번 모두 졌다.
토르는 마시기 대회에 참가하겠다고 하지만 엄청난 들이로 세 번 들이킨 뒤 탈락한다. 토르는 회당에 있던 커다란 회색 고양이를 들어올려 보겠다고 하지만 고양이를 머리 위까지 번쩍 들어도 고양이의 등이 휠 뿐, 고양이의 네 발 중 하나만 바닥에서 떨어졌다. 토르는 회당 안의 누군가와 싸워 보겠다고 요구하지만, 회당 안의 사람들은 토르가 너무 약해서 그런 싸움은 자기들에게 모욕이 될 것이라고 대답한다. 우트가르다로키는 식모인 노파 엘리를 불러 씨름을 붙인다. 그러나 토르가 힘을 주면 줄수록 엘리의 힘도 세졌고, 결국 토르는 한쪽 무릎을 꿇고 만다. 우트가르다로키는 나머지 사람들과는 싸워볼 것도 없겠다고 말한다. 밤이 깊어지자 우트가르다로키는 일행에게 방을 잡아주고 후하게 대접해 준다.
다음날 아침 일행은 옷을 입고 아성을 떠날 준비를 한다. 그때 우트가르다로키가 나타나서 하인들에게 상을 차리라고 시킨다. 일행은 모두 즐겁게 먹고 마신다. 그들이 떠나려는 순간, 우트가르다로키는 토르에게 자신과 놀아보니 어땠냐고 묻는다. 토르는 솔직히 자기가 그렇게 잘 한 것 같지는 않다고 털어놓는다. 우트가르다로키는 일행을 성 밖으로 내보낸 뒤 다시는 찾아오지 말라고 한다. 그리고 우트가르다로키는 일행에게 그간 그들이 보았던 것들의 정체를 밝힌다. 사실 스크뤼미르는 우트가르다로키가 둔갑한 것이었고, 스크뤼미르를 망치로 때린 것은 땅바닥을 때린 것이었다. 그리고 토르의 힘이 너무 셌기에 토르가 때린 곳마다 골짜기가 생겨났다.
또한 로키가 승부했던 로기는 불 그 자체였으며(노르드어로 Logi란 불꽃이라는 뜻), 샬피가 상대한 자는 생각(Hugi)이었다. 토르의 뿔잔은 사실 바다에 닿아 있었기 때문에 토르가 마실 때마다 바닷물의 수위가 낮아졌다(이것이 조석이라고 한다). 토르가 들어올린 고양이는 사실 세계뱀 요르문간드였다. 이 "고양이"의 발 하나를 들어올리는 것을 보고 거인들은 모두 토르의 힘에 공포에 질렸었다. 토르는 사실 그 거대한 뱀을 하늘 높이 쳐들었던 것이다. 토르가 씨름을 했던 노파는 노화(Elli)였으며, 노화를 멈출 수 있는 자는 아무도 없다. 우트가르다로키는 앞으로 절대 만나지 않는 것이 쌍방에게 좋겠다고 말한다. 이 이야기를 모두 들은 토르는 망치를 들어서 우트가르다로키를 후려치려 했지만, 이미 그도 그의 성도 사라져 버렸고 광활한 빈터만이 남았다.

### 노르웨이 룬 시가

버카난 룬 문자.

로키는 노르웨이 룬 시가 제13절에서 언급된다. 그 내용은 버카난 룬 문자와 관련된 것이다.

| 노르드어: Bjarkan er laufgrønster líma; Loki bar flærða tíma. | 영어 중역: 자작나무는 모든 나무들 중 가장 푸른 잎을 지녔네 로키는 자기 속임수에 운이 좋았다네. |

브루스 디킨스에 의하면 "로키의 속임수"란 "의심할 여지 없이 발드르를 죽게 만든 것"을 이야기한다고 한다.

## 고고학적 발견

### 스납툰 석

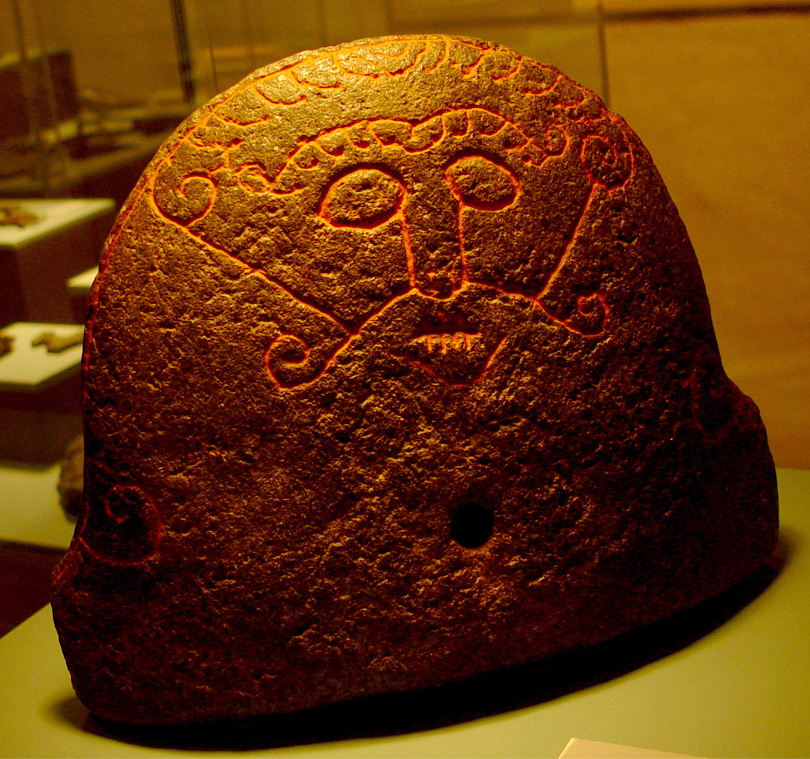
스납툰 석.

1950년, 덴마크 스납툰의 해변가에서 콧수염을 기른 얼굴이 새겨진 반원형의 석판이 발견되었다. 노르웨이 또는 스웨덴 원산의 동석이 원료이며, 조각은 기원후 1000년 경에 새겨진 것으로 보인다. 조각된 얼굴은 곱슬거리는 콧수염과 흉터가 난 입술을 가지고 있다. 이 조각된 얼굴이 로키로 생각되는 근거가 바로 입술로, 〈시어법〉에서 이발디의 아들들이 로키의 입술을 꿰매 버렸다는 것과 관계지어 생각되고 있다.
이 돌은 재받이돌(hearth stone)로 사용되었을 것으로 생각된다. 돌의 앞면에는 풀무 분사구를 꽂는 용도였을 구멍이 나 있으며, 이 구멍을 통해 풀무바람을 불어넣으면 꼭대기의 구멍으로 불길이 밀려나와 풀무가 열과 불로부터 보호받을 수 있다. 이 점에서 로키를 불[火]과 관련짓기도 한다. 한스 위르겐 마드센(Hans Jørgen Madsen)에 의하면 스납툰 석은 "지금까지 만들어진 가장 아름다운 재받이돌"이라고 한다. 현재 이 돌은 덴마크의 모에스고르 박물관에서 소장 중이다.

### 커크비스티븐 석과 고스포스 십자가

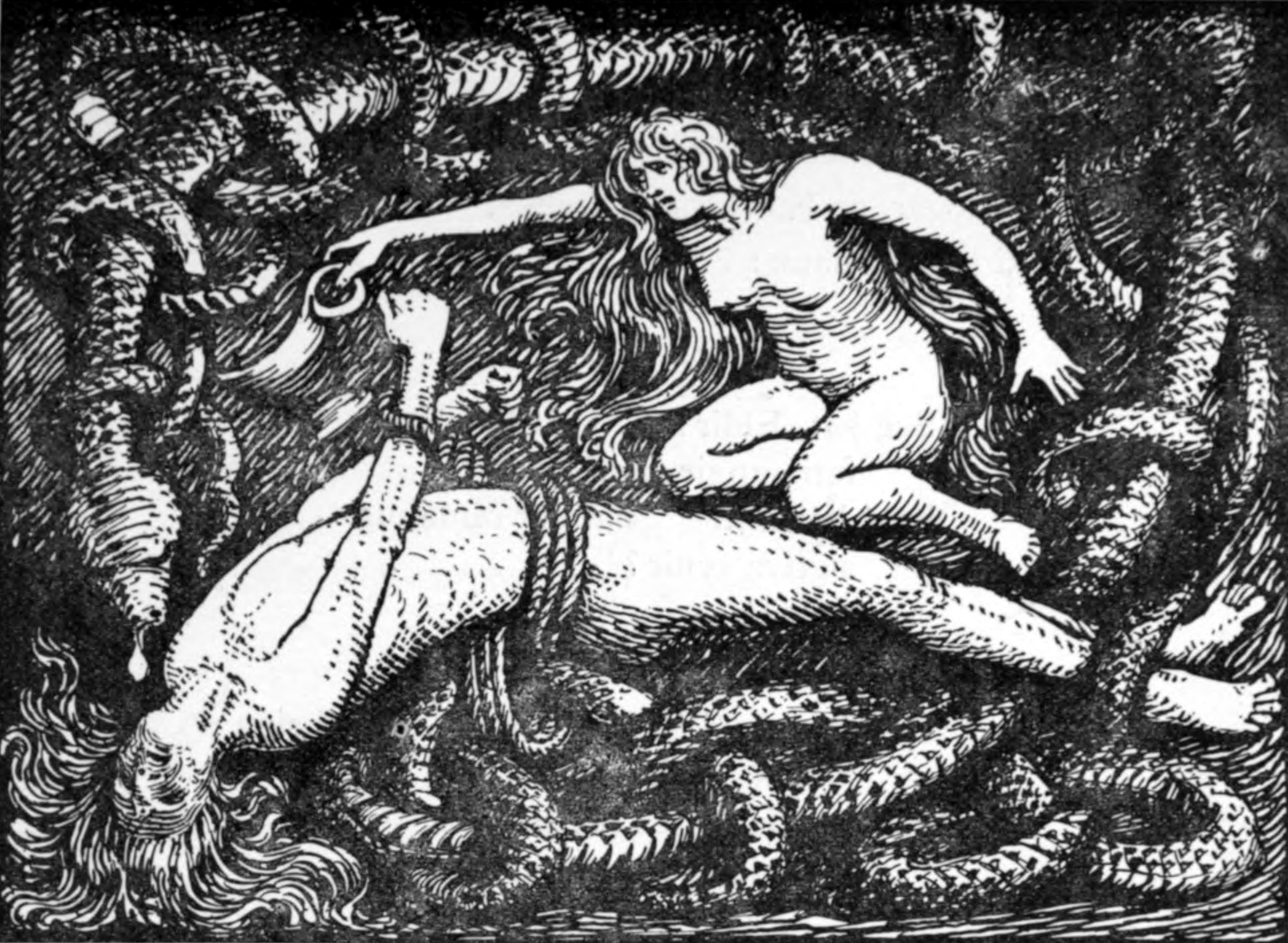
《로키의 포박(고스포스 십자가에서의 모티브)》(Loki Bound (motive from the Gosforth Cross), 1908년 W. G. 콜링우드 작.

잉글랜드 컴브리아주 커크비스티븐 세인트스티븐 교회에 위치한 10세기 후반의 십자가 파편에는 뿔과 수염이 있는 존재가 포박된 형상이 새겨져 있다. 이 존재가 포박된 로키를 묘사한 것이라는 이론이 제기되곤 한다. 이 돌조각은 1870년에 발견되었으며, 황백색의 사암으로 만들어졌다. 현재는 커크비스티븐 교회 앞에 세워져 있다. 더럼주 게인포드에서도 유사한 뿔이 난 존재의 조각이 발견되었으며, 그것은 더럼 대성당 도서관에서 소장 중이다.
11세기 중반의 고스포스 십자가는 북유럽 신화의 여러 존재들을 묘사하고 있는 것으로 해석되고 있다. 커크비스티븐 석과 마찬가지로 이것도 컴브리아에 있다. 십자가의 바닥 가까운 부분에는 긴 머리카락의 여성이 무릎을 꿇고 옆에 엎어진 채 묶여 있는 존재의 위에 어떤 물체를 들고 있는 것이 보인다. 그들의 왼쪽 위에는 뱀이 매달려 있다. 이것은 포박된 로키와 그 옆에서 뱀 독을 받아내는 시귄으로 해석된다.

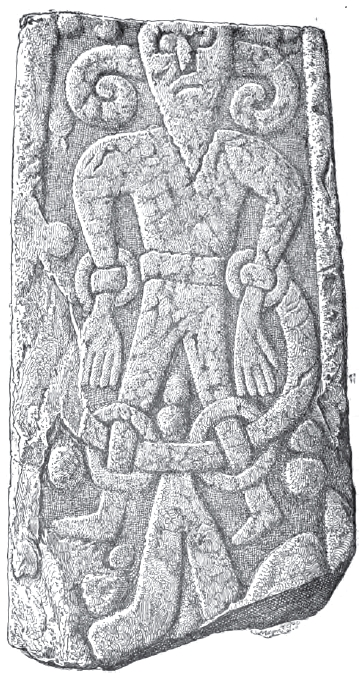
커크비스티븐 석의 포박된 존재
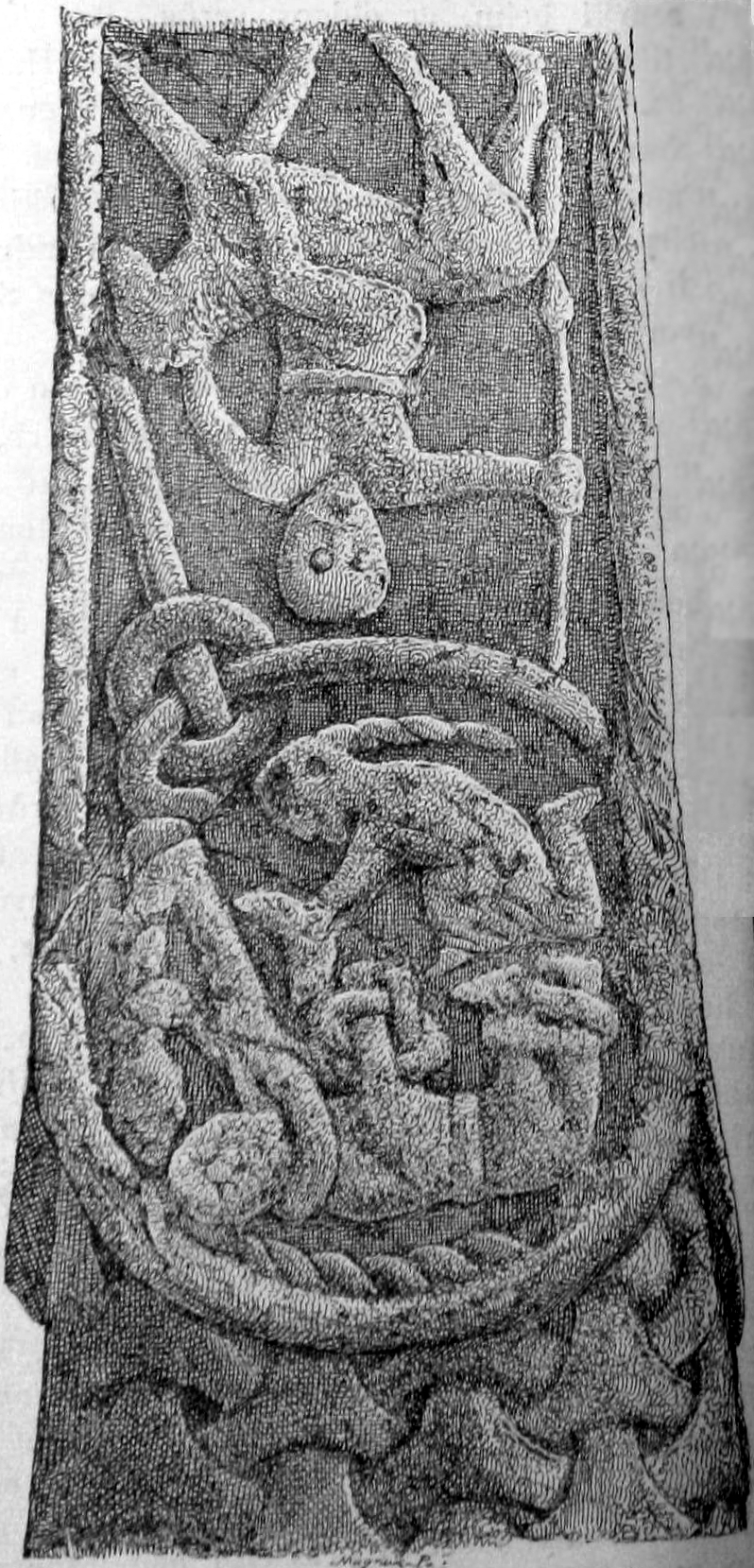
고스포스 십자가의 세부

## 신화 해석
북유럽 신화에서 로키의 기원과 역할은 학자들의 논쟁의 대상이 되고 있다. 1835년에 야코프 그림이 최초로 로키에 관한 이론을 세웠는데, 이때 그림은 로키를 "불의 신"으로 해석했다. 1889년, 노르웨이의 소푸스 부게는 로키가 기독교 신화의 루시퍼의 변종이라고 주장했는데, 이것은 북유럽 신화에서 기독교의 근본을 찾으려고 하던 부게의 성향이 반영된 것이었다.
제2차 세계 대전 이후, 네 개의 이론이 대두되었다. 첫 번째는 폴케 스트룀의 이론으로, 스트룀은 1956년 로키가 오딘의 위격이라고 주장했다. 1959년에는 네덜란드의 얀 데 브리스가 로키를 트릭스터의 전형적인 사례로 들었다. 1961년에는 스웨덴의 안나 비르기타 루트가 로키는 원래 거미였다는 결론을 내렸다. 1962년에는 노르웨이의 안네 홀츠마크가 로키는 결론을 내릴 수 없는 존재라는 결론을 내렸다.
1964년 가브리엘 터빌 피터는 "북유럽 신화의 그 어떤 존재들보다도 많은 양의 잉크가 로키에 관하여 소비되었다. 이것 자체로만 보아도, 얼마나 학자들이 동의하는 것이 적은지, 또 더 나아가 우리가 그에 대해 알고 있는 것이 얼마나 적은지를 짐작케 한다."고 하였다.

## 대중문화
로키는 현대의 대중문화 매체에 다양한 모습으로 등장 또는 묘사되었다. 일찍이 19세기부터 로키는 다양한 방식으로 묘사되었는데, 스테판 아르비드센(Stefan Arvidssen)에 따르면 "19세기의 로키에 관한 개념은 매우 다양하다. 어떤 때의 로키는 노르딕 에시르 사이에 숨어든 검은 머리의 셈족 제5열분자로 묘사되고, 어떤 때는 문명의 영웅적인 전달자인 노르딕의 프로메테우스로 여겨지기도 한다." 리하르트 바그너의 오페라 대계 니벨룽겐의 반지에서 로키는 "로기"(고대 노르드어: Loge, "불"이라는 뜻)라는 이름으로 등장하는데, 여기서 그는 신들의 편에 서 있는 것으로 묘사되지만(특히 도나르보다는 보탄의 딸랑이이다), 한편으로는 신들을 탐욕스러운 존재들이라고 생각하며(예컨대 그들이 라인의 황금을 원래 주인에게 돌려주기를 거부하는 장면 등에서) 그들을 싫어한다. 오페라 시리즈 중 제1편인 《라인의 황금》의 결말에서 로키는 불로 화하여 발할라를 파괴하고자 하는 자신의 욕망을 드러내며, 마지막 오페라 《신들의 황혼》에서는 결국 신들을 파멸시킨다. ==
로키는 마블 코믹스의 동명의 빌런의 모티브가 되기도 했다. 여기서 로키는 슈퍼히어로 토르와 갈등 관계에 있다. 마블 코믹스의 로키는 토르의 의붓형제라는 설정이다. 실사 영화에서는 톰 히들스턴이 로키를 연기했다.
일본 애니메이션에서는 로키에 관련된 캐릭터로 나오는 경우가 많다.

## 같이 보기
- 악신론

## 참고 자료
- Arvidsson, Stefan (2006). Aryan Idols: Indo-European Mythology as Ideology and Science. University of Chicago Press.
- Bellows, Henry Adams (1936). The Poetic Edda: Translated from the Icelandic with an Introduction and Notes. Princeton University Press. American Scandinavian Foundation.
- Calverley, William Slater (1899). Notes on the Early Sculptured Cross: Shrines in Monuments in the Present Diocese of Carlisle. T. Wilson.
- Dickins, Bruce (1915). Runic and Heroic Poems of the Old Teutonic Peoples. Cambridge University Press.
- Faulkes, Anthony (Trans.) (1995). Edda. Everyman. ISBN 0-460-87616-3
- Larrington, Carolyne (Trans.) (1999). The Poetic Edda. Oxford World's Classics. ISBN 0-19-283946-2
- Lindow, John (2001). Norse Mythology: A Guide to the Gods, Heroes, Rituals, and Beliefs. Oxford University Press. ISBN 0-19-515382-0
- Madsen, Hans Jørgen (1990). "The God Loki from Snaptun" as collected in Oldtidens Ansigt: Faces of the Past. Det kongelige Nordiske Oldskriftselskab. ISBN 87-7468-274-1
- Hirschfeld, Max (1889). Untersuchungen zur Lokasenna, Acta Germanica 1.1, Berlin: Mayer & Müller. (독일어)
- Olrik, Axel (1909) translated by Eli, Anker. "Loki in Younger Tradition" as published in Særtryk af Danske Studier.
- Orchard, Andy (1997). Dictionary of Norse Myth and Legend. Cassell. ISBN 0-304-34520-2
- Von Schnurbein, Stefanie (2000). "The Function of Loki in Snorri Sturluson's "Edda"" as published in History of Religions, vol. 40, no. 2 (Nov., 2000), pp. 109–124. University of Chicago Press.
- Simek, Rudolf (2007) translated by Angela Hall. Dictionary of Northern Mythology. D.S. Brewer. ISBN 0-85991-513-1
- Thorpe, Benjamin (Trans.) (1907). The Elder Edda of Saemund Sigfusson. Norrœna Society.
- Turville-Petre, E. O. G. (1964). Myth and Religion of the North: The Religion of Ancient Scandinavia. Holt, Rinehart and Winston.